# Alicia Navarro
Alicia Navarro (Tenerife, 1915 – Francia, 1995) è stata una modella spagnola, eletta Miss Spagna nel 1935 e Miss Europa.

## Biografia
Nata nei primi anni del XX secolo, in rappresentanza delle isole Canarie (venne eletta il 22 aprile Miss Tenerife) è stata eletta Miss Spagna il 5 maggio del 1935. Al concorso, tenutosi al teatro La Zarzuela,  era presente Niceto Alcalá Zamora il presidente spagnolo dell'epoca.
Sempre nel 1935, all'età di 19 anni, fu la prima spagnola a vincere la competizione di Miss Europa tenutasi a Londra, dove il 7 luglio, venne incoronata dall'attore Ralph Lynn.
Dopo di lei sino al 1960 non ci furono altre elezioni. Si sposò due volte, la prima con un medico cubano, visse gli ultimi anni della sua vita in Francia.